# Unheard Bird: The Unissued Takes
Unheard Bird: The Unissued Takes ist ein Jazzalbum von Charlie Parker. Das Material zu dieser Edition entstand zwischen 1949 und 1952 bei Parkers Studiosessions für Norman Granz. Es wurde am 1. Juli 2016 bei Verve Records veröffentlicht, eine Sammlung von bisher unveröffentlichten Tracks von Charlie Parker. Die insgesamt 69 Tracks umfassen Master Takes und mehrere Takes in verschiedenen Studio-Settings, darunter Quartette, Quintette, als Solist mit Machito und His Afro-Cuban, mit Streichern und als Frontman mit Big-Bands. Alle Sessions wurden von Norman Granz für seine Clef- und Norgran-Labels produziert, die 1956 zu Beginn der 12-Zoll-LP-Ära schließlich von seinem Verve-Label veröffentlicht wurden. Die Edition wurde von Phil Schaap, dem Jazz-Historiker und Kurator am Jazz at Lincoln Center co-produziert.

## Hintergrund
Entdeckt wurden die Aufnahmen in einem Cache von Materialien, die einem ehemaligen Mitarbeiter von Norman Granz gehörten – dem Gründer von Verve Records und dem damaligen Produzenten dieser Sessions.
Die Musik stammt aus der Zeit, als Parker mit dem Produzenten und Impresario Norman Granz des Verve-Labels in Verbindung stand. Ursprünglich bei Mercury und Clef herausgegeben, in späteren Jahren bei Verve, waren die Studio-Kollaborationen von Parker/Granz sorgfältig konzipiert, um Birds Talente in verschiedenen Kontexten zu präsentieren. Dazu gehörten Parkers vier- bis sechsköpfige Ensembles (sowohl working Bands als auch Sessionmusiker). Lateinamerikanische Jazzbemühungen (South of the Border),  Orchesternummern, die Charlie Parker einschließlich der Werke mit Streichern präsentiert, Standard-Bigband-Aufnahmen und Parkers vorsichtige Annäherungen an den Third Stream, schreibt Bobby Reed.  Insgesamt gibt es etwa 20 unveröffentlichte Takes und eine ähnliche Anzahl veröffentlichter Master Tracks und Alternative Tracks. Des Weiteren enthält die Edition ungefähr 30 unvollständige Takes, von denen viele komplette Soli enthalten. Die Aufnahmen stammen hauptsächlich aus verschiedenen Big-Band-Sessions (wie z. B. South of the Border und Charlie Parker Plays Cole Porter), aber es gibt auch einige bislang unveröffentlichte Parker-Soli aus einigen kleinen Combo-Sessions, darunter auch Stücke aus den Aufnahmen für die LP Bird and Diz an denen auch der Pianist Thelonious Monk beteiligt war.
Von den Latin-Sessions enthält die Edition fünf Tracks mit Parker als Solisten mit Machito und seinem Orchester. Darüber hinaus gibt es 13 Tracks aus den Sessions zu South of the Border, die mit einer Rhythmusgruppe, bestehend aus Walter Bishop, Teddy Kotick und Roy Haynes oder Max Roach sowie Jose Mangual und Luis Miranda auf Bongos bzw. Congas entstanden; hinzu kam der Trompeter Benny Harris. Dokumentiert sind zudem Ausschnitt aus der Studiounterhaltung, etwa Parker, der das Tempo bespricht; auf „Tico Tico“ bittet er die Studiogäste, sich zu beruhigen, damit sie die Sitzung nicht ruinieren. Für Jazz-Historiker interessant seien die 10 Tracks des Cole-Porter-Projekts, so Bobby Reed, das aufgrund von Parkers Krankheit und vorzeitigem Tod nie abgeschlossen werden konnte. Mit einer großen Band, zu der Musiker wie Oscar Peterson, Freddie Green, Flip Phillips und Ray Brown gehörten, spielt Parker drei Porter-Klassiker, „Night and Day“, „What Is This Thing Called Love“ und „Almost Like Being in Love“. Mehr als die Hälfte des Materials entfallen auf Parkers Spiel in den kleinen Bop-Konfigurationen, für die er am besten bekannt war. Dies ist eine Wiedervereinigung von Parkers Quintett, der einzigen von Granz produzierten Aufnahmen dieses Ensembles. Sie werden für vier weitere von dem Posaunisten Tommy Turk und Carlos Vidal auf der Conga begleitet. Dizzy Gillespie begleitet Bird für zehn Tracks, zusammen mit Thelonious Monk, Curley Russell und Buddy Rich. Parkers Programm umfasst komplette Durchläufe von „An Oscar for Treadwell“, „Bloomdido“ und „Mohawk“. In Quartett-Besetzung spielen Hank Jones, Ray Brown und Buddy Rich bei der Interpretation des Standards „Star Eyes“ und in Parkers „Blues (Fast)“.
Um das neue 69-Track-Set abzurunden, sind die Master-Takes der Songs enthalten. Die ungewöhnliche Mathematik hier – 58 unveröffentlichte Takes plus 20 Master-Takes, die irgendwie gleich 69 Tracks sind – ist darauf zurückzuführen, dass die Produzenten einige der kürzeren Takes für diese Veröffentlichung kombinierten, so der Down Beat-Autor.

## Titelliste

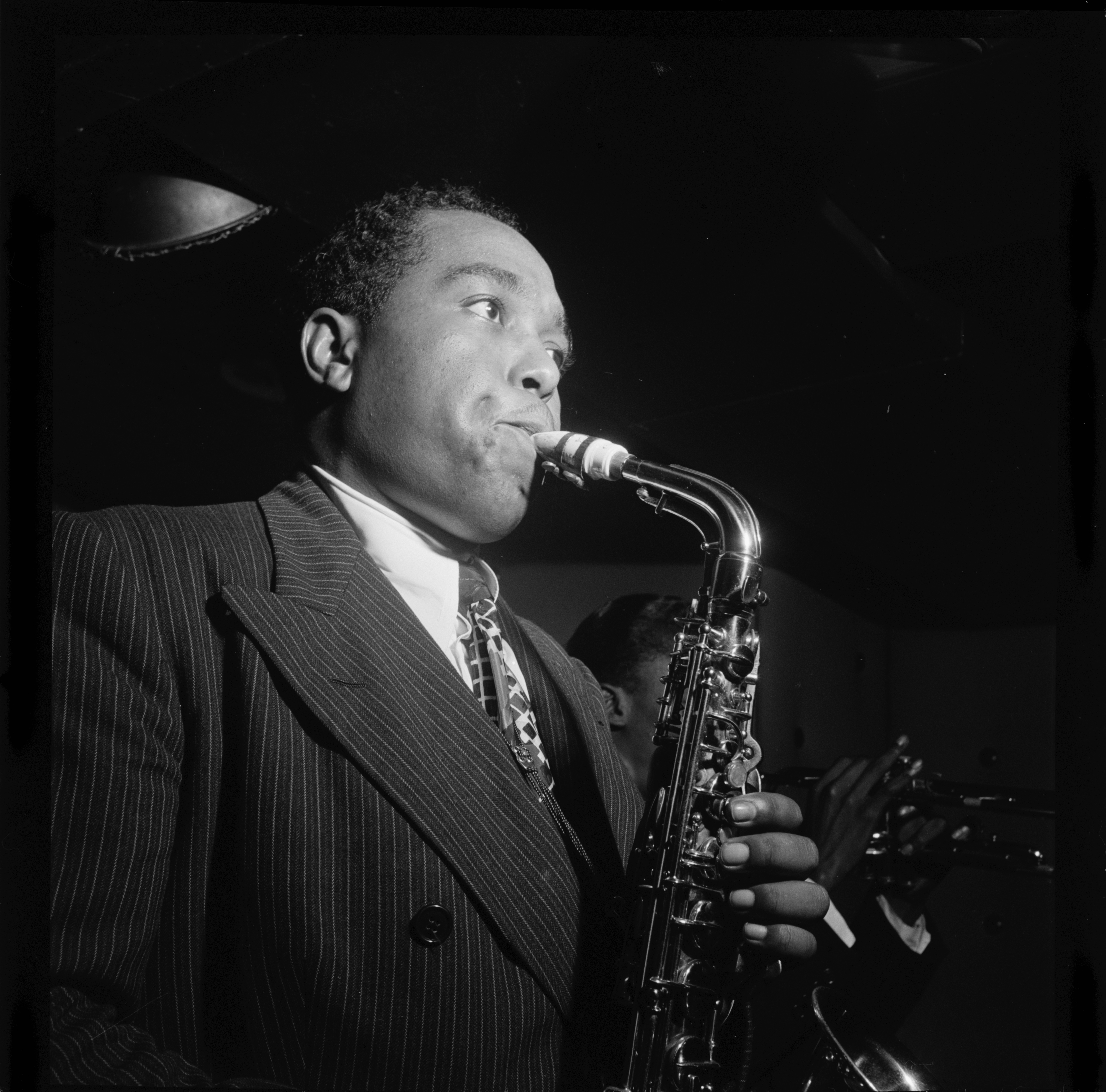
Charlie Parker 1947, Bild von William P. Gottlieb

- Charlie Parker: Unheard Bird: The Unissued Takes (Verve Records – B0024802-02)[3]

1-1 	Okiedoke (Machito, Rene Hernandez) Incomplete 	1:37 

1-2 	Okiedoke Alternate Take 	3:17

1-3 	Okiedoke Incomplete 	1:52

1-4 	Okiedoke Alternate Take 	3:15

1-5 	Okiedoke Released Master 	3:05

1-6 	Visa (Parker) Incomplete 	0:44

1-7 	Visa Alternate Take 	3:03

1-8 	Visa False Start 	0:16

1-9 	Visa Released Master 	3:01

1-10 	Tune X (Parker) Incomplete & False Start 	1:46

1-11 	Tune X Alternate Take 	3:20

1-12 	Tune X Incomplete 	1:17

1-13 	Tune X, A.K.A "Diverse" Released Master 	3:19

1-14 	Tune X, A.K.A "Segment" Released Master 	3:23

1-15 	Tune Y False Starts 	0:30

1-16 	Tune Y, A.K.A "passport" Released 'rare' Master 	2:56

1-17 	Tune Z False Start 	0:07

1-18 	Tune Z Alternate Take 	2:56

1-19 	Tune Z False Starts 	0:39

1-20 	Tune Z Alternate Take 	2:52

1-21 	Tune Z False Starts 	1:08

1-22 	Tune Z Alternate Take 	3:09

1-23 	Tune Z, Also A.K.A. "Passport" Released 'common' Master 	3:03

1-24 	If I Should Lose You (Leo Robin, Ralph Rainger) False Starts 	0:28

1-25 	If I Should Lose You Released Master 	2:50

1-26 	Star Eyes (Don Raye, Gene DePaul) Incomplete & False Start 	1:10

1-27 	Star Eyes Incomplete 	2:05

1-28 	Star Eyes Released Master 	3:30

1-29 	Blues (Parker) (fast) False Starts 	1:06

1-30 	Blues (fast) alternate take 	2:50

1-31 	Blues (fast) False Start 	0:21

1-32 	Blues (fast) Alternate Take 	2:44

1-33 	Blues (fast) Incomplete 	0:42

1-34 	Blues (fast) Alternate Take 	2:50

1-35 	Blues (fast) Abandoned Take, Studio Chatter 	0:14

1-36 	Blues (fast) Released Master 	2:48

1-37 	Bloomdido (Parker) False Starts 	1:12

1-38 	Bloomdido Released Master 	3:25

2-1 	An Oscar for Treadwell (Parker) Incomplete 	1:54

2-2 	An Oscar for Treadwell Incomplete 	0:57

2-3 	An Oscar for Treadwell Released Alternate Take 	3:24

2-4 	An Oscar for Treadwell Released Master 	3:24

2-5 	Mohawk (Parker) incomplete & false start 	1:09

2-6 	Mohawk Released Alternate Take 	3:51

2-7 	Mohawk False Start 	1:53

2-8 	Mohawk Released Master 	3:40

2-9 	My Little Suede Shoes (Parker) Alternate Take W/ False Start 	3:03

2-10 	My Little Suede Shoes Alternate Take 	3:19

2-11 	My Little Suede Shoes Alternate Take 	3:09

2-12 	My Little Suede Shoes Released Master 	3:07

2-13 	Tico Tico (Aloysio Oliveira, Zequinha Abreu) Alternate Take W/ False Start 	3:10

2-14 	Tico Tico False Starts 	1:24

2-15 	Tico Tico Alternate Take 	2:48

2-16 	Tico Tico False Starts 	0:52

2-17 	Tico Tico Released Master 	2:46

2-18 	Fiesta (Cal Massey) Alternate Take W/ False Start 	3:22

2-19 	Fiesta Released Master 	2:52

2-20 	Mama Inez (Eliseo Grenet, L. Wolfe Gilbert) Alternate Take 	3:02

2-21 	Mama Inez Released Master 	2:53

2-22 	Night and Day (Cole Porter)  Alternate Take 	2:55

2-23 	Night and Day Alternate Take 	3:02

2-24 	Night and Day Released Master 	2:53

2-25 	Almost Like Being in Love (Porter) Alternate Take 	2:32

2-26 	Almost Like Being in Love False Start & Incomplete 	1:21

2-27 	Almost Like Being in Love Released Master 	2:38

2-28 	What Is This Thing Called Love (Porter) Incomplete 	1:18

2-29 	What Is This Thing Called Love Alternate Take 	2:16

2-30 	What Is This Thing Called Love Incomplete 	1:21

2-31 	What Is This Thing Called Love Released Master 	2:36

## Sessions
- New York City, Januar 1949: Okiedoke. mit Machito and His Orchestra
- New York City, 4., 5. oder 6. Mai 1949: Visa (mit Kenny Dorham, Al Haig, Tommy Turk) Tune X, Y, Z (ohne Turk).
- Mercury Studio, 30. November 1949: If I Should Lose You. (mit Orchester)
- New York City, Später Winter bis Anfang Frühjahr, 1950: Star Eyes, Blues – mit Hank Jones (p), Ray Brown (b) und Buddy Rich (d).
- New York City, 6. Juni 1950: Bloomdido, An Oscar for Treadwell, Mohawk
- New York City, 12. März 1951: My Little Suede Shoes, Tico Tico, Fiesta
- New York City, 23. oder 28. Januar 1952:  Mama Inez
- 25. März 1952: Night and Day, Almost Like Being in Love, What Is This Thing Called Love

## Rezeption
Nach Ansicht von Dick Baker, der das Album in The Absolute Sound rezensierte, war Charlie Parker „einer der größten Jazzmusiker, der je gelebt hat, und jedes Set, das zuvor unbekannte Parker-Aufnahmen präsentiert, ist wichtig, insbesondere wenn das Material aus Studio-Sessions stammt, die nicht durch das Lo-Fi-Audio beeinträchtigt werden, das die meisten seiner Live-Aufnahmen beeinflusst.“ Sicherlich werden Hardcore-Fans davon begeistert sein, aber genauso sicher ist dies nicht der Ort, an dem man seine eigene Charlie Parker-Kollektion starten sollte, meinte der Autor. Das wäre mit seinen klassischen Aufnahmen für Dial und Savoy angeraten.
Will Layman schrieb in Pop Matters, Unheard Bird: The Unissued Takes vor allem wegen der 58 bisher unveröffentlichten Takes interessant, wenn auch viele teilweise bereits bekannt sind. Neu seien neben den Improvisationen die Studiogespräche; damit böte diese Aufnahme „einen Einblick in den kreativen Prozess hinter Parkers außergewöhnlichem Spiel“. Parker sei ein großartiger Jazzmusiker und ein Revolutionär gewesen, der für die Neuerfindung des amerikanischen Vokabulars des Jazz von zentraler Bedeutung war, so Layman. „Seine Improvisationen basierten gleichzeitig auf der musikalischen Grundsprache des Blues und in komplexen Erweiterungen der harmonischen Sprache des früheren Jazz. Durch die Erweiterung der harmonischen Sprache des Jazz um veränderte Akkorde mit komplizierteren Intervallen legte Parker die Messlatte an Kreativität und sorgte dafür, dass sich Jazz-Soli nie wieder nur auf ein paar Standardlicks beziehen konnten.“

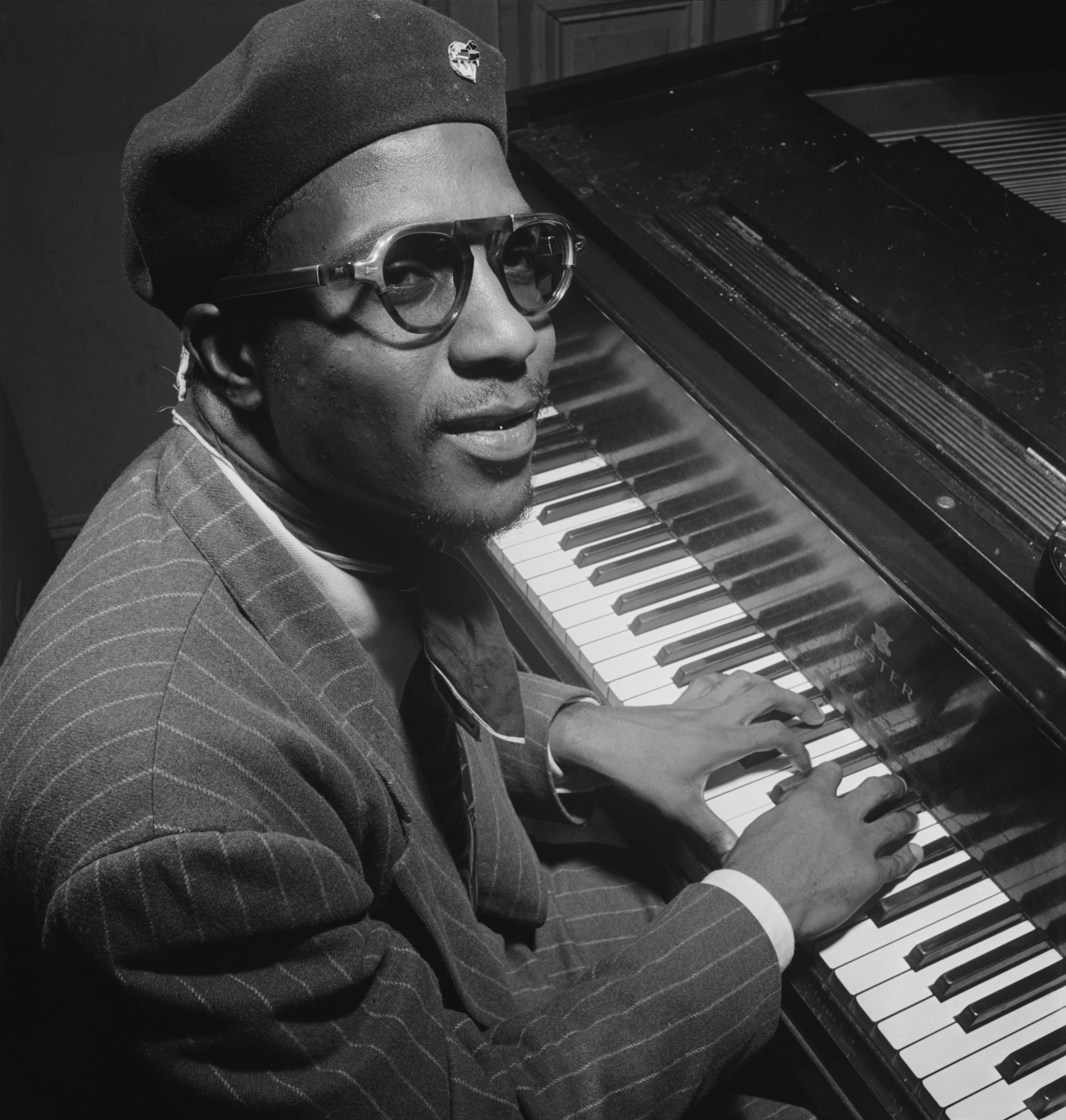
Thelonious Monk (1947)

Wenn er (und seine Kameraden) mit ihm spielen, nehmen sie nach und nach die gleichen Melodien auf, und lassen sie den Zuhörer in die Bandbreite der Kreativität eintauchen, die Parker mit dem neuen harmonischen Vokabular gemeistert hat. Bei jeder Melodie oder einem Satz von Akkordwechseln hatte Parker eine Reihe neuer Optionen und es ist aufregend, ihn in dieser erstaunlichen Welt spielen zu hören. „Nimmt man zum Beispiel den Blues ‚Mohawk‘ von Bird and Diz“, so Layman weiter, „die letzte Zusammenarbeit von Parker mit seinem Freund und musikalischen Mitarbeiter Dizzy Gillespie und Thelonious Monk am Klavier. Das Hören der vielen ‚falschen‘ Starts klinge vielleicht langweilig, aber diese abgebrochenen Takes bieten radikal unterschiedliche Vier-Takt-Piano-Intros von Monk, von denen jedes ein kleines Meisterwerk ist. Das letzte der ‚Fehlstarts‘ ist großartig und lang. Monk startet Dinge mit einer Mischung aus Intrigen und Drama, einer feinen unisono Lesart der Melodie von Bird und gedämpft spielendem Diz und dann zwei Refrains von Parker, die improvisiert sind“, schrieb Layman.
„Diese Takes werden auf der Aufnahme von den veröffentlichten Takes (sowohl Original als auch Alternate) eingerahmt, auf denen man die kompletten Darbietungen hören könne, die die Musiker aus irgendeinem Grund nicht unterbrochen haben. Infolgedessen erfährt man, so Layman, dass diese Takes immer besser sind, aber wir erkennen auch, dass der Hochseilakt dieser Art von improvisierter Musik einem normalen menschlichen Impuls gegenübersteht. Wenn Sie für die Nachwelt ‚aufnehmen‘, möchten die Profis es richtig machen. Das macht Sinn und kann angesichts des Grads der Spontanität frustrierend sein.“
Die unvollständige Version von „Star Eyes“, die wir hier bekommen, ist absolut entzückend. Bei der Interpretation der Melodie ist Bird spielerisch und rhythmisch kreativ, hinkt an einer Stelle üppig hinter dem Takt. Er startet sein Solo mit Freude am ersten Refrain und dann, beim zweiten, scheint er etwas anderes auszuprobieren. Es ist neugierig, aber man hat fast das Gefühl, dass der Meisterimprovisator nicht verloren gegangen ist, sondern in eine Richtung gegangen ist, die er nicht mehr vielversprechend findet. Und anstatt sich aus ihm herauszuarbeiten, wie er bei einer Live-Aufführung tun würde, hier unterbricht er es. Ich wünschte, er hätte es nicht getan. Ich wünschte, wir hätten gehört, dass das Genie dieses Problem gelöst hat. Persönlich muss das oft geschehen sein, aber im Aufnahmestudio suchte Bird nach etwas mehr Design, mehr „Richtigem“.
Es sei nicht so, dass wir zu einem solchen Set kommen, um zu hören, wie die Großen auf die Erde kommen, meinte Will Layman, aber es helfe uns daran zu erinnern, wie „in dem Moment“ die Platten waren. Diese Musiker nahmen – selbst bei Big-Band-Tracks wie „Almost Like Being in Love“ – zum selben Zeitpunkt auf, keine Overdubs, im selben Raum zusammen. Ein Fehler eines Musikers oder eines Abschnitts würde den gesamten Take ruinieren. Wir hören den Techniker über das Mikrofon zu Charlie Parker sagen: „Versuchen Sie es noch einmal.“ Guter Ruf, denn als die Band es richtig machte, war es magisch. Man weiß, dass Band- und Studiozeit teuer waren und die Möglichkeiten zur Verbesserung begrenzt waren. Selbst für Jazzmusiker ist die Chance, das Produkt zu polieren, verlockend. Charlie Parker stieg relativ gesehen immer noch ohne Netz an. Wenn Sie sich den Prozess anhören, wird Ihr Respekt für sein Talent und sein Wagemut noch tiefer, so das Resümee des Autors.

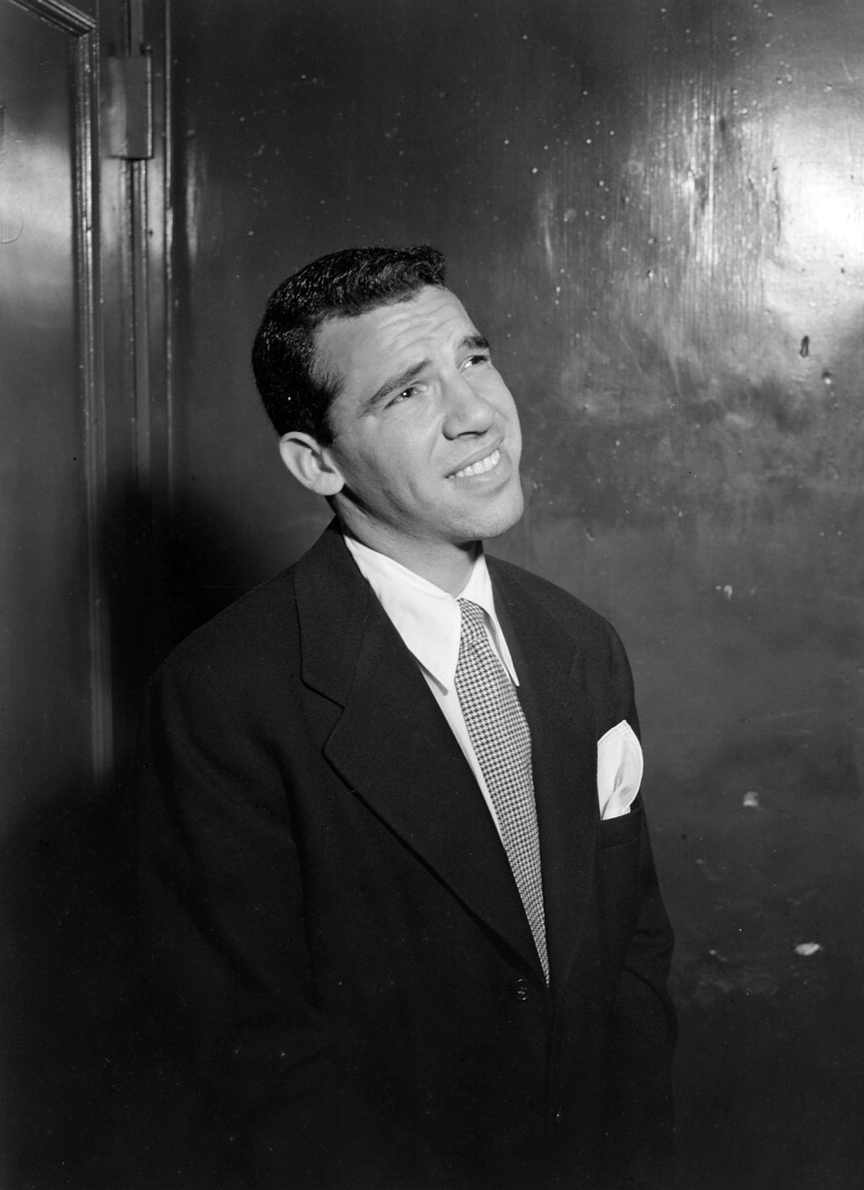
Buddy Rich 1947
Foto: William P. Gottlieb

Marc Myers meinte in Jazzwax, Parker sei besonders interessant in „Passport“, das im Studio am 5. Mai 1949 und bis zum 6. Mai noch als Tune Y und Tune Z bekannt war. „Während der Entwicklung des Songs hören wir, wie sich die Musiker behutsam herantasteten, bis sie sich an die Feinheiten der Melodie gewöhnten. Sie erkennen auch, wie schwierig die ursprüngliche Melodielinie von Parker war - noch bevor er solo spielte.“ Fesselnd seinen auch die „Mohawk“-Takes: „Hier hören wir, wie Dizzy Gillespie sich bemüht, mit der Parker-Melodie vertraut zu werden, und Gillespies Fehler sind der Grund für die meisten Fehlstarts.“ Die Okiedoke-Aufnahmen mit Machito und seinen Afro-Kubanern waren nach Ansicht Myers’ ihrer Zeit voraus und bleiben am Beginn des Mambo-Wahnsinns herrlich. Myers hebt besonders die „If I Should Lose You“ Session vöm November 1949 und seine „Star Eyes“-Sitzung im März und April 1950 mit Hank Jones (p), Ray Brown (b) und Buddy Rich (d) hervor. „Richs Besenarbeit war meisterhaft, besonders passend zu Parkers Figuren in der berühmten Zick-Zack-Einführung. Blues (Fast) aus derselben Session ist vielleicht das beste Beispiel für Parkers Versuch, herauszufinden, was er in echter Studiozeit machen wollte, auch wenn es schnell nervig wird.“ Zu Myers’ Favoriten auf der neuen Veröffentlichung zählen die Varianten für „Almost Like Being in Love“. Die „Night and Day“-Tracks derselben Bigband-Session sind ebenfalls Knockouts, wobei Parker großartig an der Spitze steht. Erstaunlich, wie man die Fehlstarts hört und wie genau die Musiker der Band das Arrangement lesen.
Beim Hören der Spuren von Unheard Bird kam ich zu mehreren Schlussfolgerungen. Erstens war Parker noch begabter, als wir es in Bezug auf die Konzeptualisierung einer Idee und deren beharrliche Umsetzung  erkennen. Zweitens war Norman Granz ein Taskmaster und hatte kein Problem, jeden auf seiner Suche nach seinem Perfektionismus verrückt zu machen. Er hat Parker sicherlich auf ein neues Niveau gebracht. Und drittens hatten selbst die besten Jazzspieler Schwierigkeiten, Parkers komplexe Songs zu begreifen, aber schließlich fanden sie sie heraus, was ihre Flexibilität und Genialität nur aufpolierte.
Die Frage ist, ob selbst der erfahrene Hörer dieses Material wirklich mehr als einmal hören muss. Der Neuigkeitswert fällt dünn aus, und was bleibt, ist eine Referenz für die Audio-Forschung. Auf der anderen Seite erfahren sie viel über die Musik und Parker, indem man seine gescheiterten visionären Bemühungen studieren könne. Wie wir aus diesem neuen Set erfahren, glänzte sogar der Müll im Fall von Parker.